# Remanens
För andra betydelser, se Remanens (olika betydelser).
Remanens innebär att ett lagringsmedium bibehåller sin data även när strömmen bryts. Icke-remanenta minnen raderas således då strömmen bryts.

## Exempel på remanenta minnen
- Hårddisk
- ROMminne
- Flash-minne

## Exempel på icke-remanenta minnen
- RAMminne
- BIOSminnet (delvis remanent, då strömmen bryts återställs minnet till ursprungsversionen)